# 于藍
于藍（1921年6月3日—2020年6月27日），女，遼寧岫岩人，中華人民共和國演員，莫斯科國際電影節最佳女演員獎得主，文革後曾任中國兒童電影製片廠第一任廠長。为中國兒童少年電影學會名譽會長，是中國兒童國際電影節的創始人。其塑造的江姐在中國大陸家喻户晓。

## 生平
1951年起，憑藉《翠崗紅旗》、《龍鬚溝》等影片的演出，于藍的演技得到了評論界的肯定。後來，在《革命家庭》中擔任女主角，丈夫田方客串演出，這也是夫妻倆唯一一次合作。1962年因《革命家庭》一片，于藍榮獲莫斯科國際電影節最佳女演員獎。同年被選為“新中国人民演员”。後來出演《烈火中永生》的江姐一角，大受內地觀眾的歡迎。
2020年6月27日21时07分，于蓝在北京去世，享年99岁。

## 家庭
丈夫田方亦是演員，代表作《風雲兒女》。小兒子田壯壯是电影導演。

## 演出作品

### 電影
| 时间   | 电影名字               | 扮演角色      | 导演   | 合作演员                 |
| ------ | ---------------------- | ------------- | ------ | ------------------------ |
| 1949年 | 《白衣战士》           | 庄毅          | 冯白鲁 | 黄玲、安琪、张敬平、鲁飞 |
| 1950年 | 《翠岗红旗》           | 向五儿（女1） | 张骏祥 |                          |
| 1950年 | 《龙须沟》             | 程娘子（女1） |        | 于是之、张伐、刘节       |
| 1948年 | 《烈火中永生》         | 江姐（女1）   | 水华   | 赵丹                     |
| 1960年 | 《革命家庭》           | 周莲（女1)    | 水华   | 孙道临、秦汉、于洋       |
| 1974年 | 《侦察兵》             | 孙大娘        | 李文化 | 王心刚、于洋             |
| 2003年 | 《二十五个孩子一个爹》 |               | 黄宏   | 黄宏、斯琴高娃、李琳     |
| 2009年 | 《寻找成龙》 [8]       | 客串          | 江平   |                          |

### 导演作品
1978年电影《萨里玛珂》担任导演

## 奖项和榮譽
- 1962年 新中国人民演员
- 1962年 莫斯科國際電影節：最佳女主角 獲獎作品：《革命家庭》
- 1995年 中國電影金鳳凰獎：榮譽獎
- 2005年 中國電影金鳳凰獎：終身成就獎
- 2009年 中國電影金雞獎：終身成就獎